# Martín Knye
Martín Knye es un guitarrista de Heavy Metal y Hard Rock de Argentina. Fue miembro del grupo Kamikaze(1985), y formó su propio proyecto, Martín Knye Magiar. En el año 2002 le fue diagnosticado distonía focal de la mano, por lo cual su actividad profesional se vio reducida al mínimo. En el 2012 regresó a la actividad musical con la banda KZ4!.

## Carrera musical
Martín Knye irrumpió en la escena musical Argentina a los 18 años, bajo la influencia estilística de Yngwie Malmsteen y Eddie Van Halen, entre otros.

Entre 1986 y 1989 lidera su propia banda LZ2, con la cual grabaría el disco instrumental El fuego sagrado(1989), convirtiéndose así en el primer guitarrista argentino en desarrollar un álbum de Metal Neoclásico instrumental en el país.

Cabe destacar que en 1987 fue invitado por Ricardo Iorio —entonces recién separado de V8(1979)— para ensayar en lo que sería a futuro la banda Hermetica(1988). Luego de dos sesiones, Iorio desistiría de continuar «ya que no hubo conexión(Sic)» y tomaría a Antonio Romano en su lugar.

El grupo Kamikaze(1985) le propone ingresar a sus filas, y Knye con 21 años de edad —«luego de aprenderse todos los temas del grupo en un solo día(Sic)»— pasó a formar parte, grabando dos discos: Víctima del rock(1989) y Kamikaze 3(1992).

Kamikaze se separaría en 1992, y Knye se dedicaría a explorar y estudiar otros estilos, incluyendo la Música Clásica, el Flamenco, Blues y Jazz, presentándose esporádicamente en vivo.
 
De este período se destacan sus conciertos con su banda Kristine, en los cuales podían escucharse arreglos y reversiones de piezas clásicas como "El vuelo del moscardón", "Czardas", "Concierto de Aranjuez", "El Barbero de Sevilla" y la "Quinta Sinfonía" de Ludwig van Beethoven, entre otras.

Durante 1998 se presentaría en dueto acústico con su exalumno Federico Pereyra, interpretando música de Al DiMeola, John McLaughlin y Paco de Lucía.

1999 lo encuentra nuevamente con el Heavy Metal, unificando todas sus influencias y experiencias en su proyecto Martín Knye Magiar. Acompañado por Alejandro Fernández en voces, Germain Leth en bajo, y Julio Alejandro Vassallo (Ex "Dagas") en batería. Magiar recorrería el circuito del Metal argentino, graban Twister, su disco debut editado en el año 2000, bajo la composición, producción artística y dirección general de Martín Knye.

Al poco tiempo de grabar el disco, Julio no pudo seguir en el proyecto y fue reemplazado por Jorge Maiale en la batería.

Durante las sesiones de grabación de Twister, Martín comenzaría a sufrir el empeoramiento de coordinación en su mano izquierda, problema que ya venía arrastrando desde hacía más de un año atrás. A pesar de esto, Magiar continúa presentando su disco durante todo el 2001 y principios de 2002, agotándose la primera edición del álbum.

En mayo de 2002, su problema es diagnosticado como "distonía focal de la mano" (distonía del músico), una terrible condición de origen neurológico, que afecta la coordinación y movimiento de las manos en instrumentistas de alto nivel, por lo cual se ve forzado a parar, e intentar una rehabilitación. En agosto, y sin haber conseguido ninguna mejoría, Martín retoma la actividad presentándose en calidad de invitado en un tributo a Ozzy Osbourne —junto a dos amigos y exintegrantes de LZ2, Luis Melj y Javier Retamozo, y miembros del grupo Nativo(1998)— interpretando "Mama, I'm Coming Home", "Bark at the Moon" y "Mr. Crowley". En septiembre de aquel año retoma los conciertos con Magiar. Al mismo tiempo, Twister se editaría en México bajo el Sello Discos Misha y sale la segunda edición para Argentina.
 
Los shows se prolongarían hasta fin de año, incluyendo dos recitales tributo a Yngwie Malmsteen, y cuatro con Magiar. En todos estos conciertos, Martín tocaría con su dedo meñique prácticamente inutilizado, y su dedo anular en muy malas condiciones. Magiar se presentaría por última vez el 10 de enero de 2003 en el local Asbury Park.

Desde el año 2003 hasta fines de 2012, Knye se encontraba imposibilitado de seguir tocando, ya que la condición de su mano izquierda había empeorado. En octubre del 2012 volvería al escenario junto a exintegrantes de Kamikaze(1985), bajo el nombre KZ4!, y a comienzos del 2014 editan Cadenas, el primer álbum de la banda KZ4!-Espíritu Kamikaze:

«Periodista: ¿Hubo mucha controversia entre kZ4! y el público, no?

Martín Knye: Tiene que ver con los momentos de la vida de una persona. Este tipo de cosas se nota mucho cuando vos haces algo como lo de KZ4!, donde nos juntamos en el 2012 después de 20 años de no tocar. La gente quiere escuchar los temas de los discos que se grabaron a fines de los 80's, y por supuesto lo haces, pero ya no sos la misma persona. Pasaron 20 años, es lógico...

Nosotros cuando nos juntamos, la primer conversación que tuvimos fue tener claro si lo que íbamos a hacer era nada más que una reunión —que es una cosa que la liquidas en un año de shows, y tocas los temas de esos discos, y cuando eso se acaba, se acabó—  o vamos a seguir adelante. Si vamos a seguir adelante, y es más que una reunión momentánea, entonces tenes que tener música nueva, sí o sí. Y ahí viene el tema, porque después de 20 años es imposible que te salga la misma música. Yo cuando toque en Kamikaze tenía 20 años, entonces, no hay forma...vos evolucionas, cambias...

Entonces dijimos «vamos a seguir adelante, vamos a sacar un disco nuevo». Hicimos un disco nuevo —que para mí es el mejor disco que grabamos— y la gente te lo escucha y te dice «esta buenísmo, pero quiero toques el tema de hace 25 años»....

Eso es lo difícil de cuando vos venís trayendo una historia anterior....

En este caso Mad Dog no tiene una historia, la puedo tener yo, pero Mad Dog es una banda nueva y parte de cero....»

Hasta el día de hoy, «este supuesto 'incurable' sigue tocando(Sic)». Actualmente forma parte de la banda Mad Dog(2015).

## Vida personal
Desde 1994 forma parte del personal de docentes del Instituto Tecnológico De Música Contemporánea (I.T.M.C.), donde ha realizado centenares de clínicas demostrando y enseñando la técnica de la guitarra en los estilos del Rock, Heavy Metal, Blues, Metal Neoclásico, y su lectura musical.

## Discografía

#### ConLZ2
- El fuego sagrado (1989)

#### ConKamikaze
- Víctima del rock (1989)
- Kamikaze 3 (1991)

#### ConKZ4!
- Cadenas (2014)

#### ComoMartín Knye Magiar
- Twister (2000)

#### Como Solista
- Imágenes (Demos 1988/1998) Vol. 1 (2005)